# Quelques féministes américaines
Pour plus de détails, voir Fiche technique et Distribution.
Quelques féministes américaines est un long métrage documentaire produit par l’Office national du film du Canada en 1978 et coréalisé par Luce Guilbeault, Nicole Brossard et Margaret Wescott. Ce documentaire dresse le portrait de six personnalités américaines qui ont marqué la deuxième vague féministe (années 1960-1980) aux États-Unis. Il met en lumière les différentes expériences et pensées de ces militantes impliquées dans le mouvement féministe de l’époque à travers leurs luttes.

## Synopsis
Ce film documentaire porte sur les témoignages de six féministes américaines durant la deuxième vague féministe aux États-Unis : Rita Mae Brown, autrice et poétesse ; Margo Jefferson, écrivaine et critique ; Kate Millett (1934-2017), autrice et sculptrice ; Lila Karp (en) (1933-2008), écrivaine et professeure ; Ti-Grace Atkinson, autrice, théoricienne et activiste féministe radicale et Betty Friedan (1921-2006), autrice. Chacune livre sa définition et sa vision du féminisme. À travers des entrevues, des entretiens, des discussions ou des archives d’époques, le documentaire aborde des sujets comme l’égalité des sexes, les droits des femmes et les dynamiques sociales du féminisme dans les années 1970, ou encore le féminisme lesbien et le féminisme de la femme noire.
Le film tourne autour de neuf séquences principales, avec des questions posées par Luce Guilbeault aux six féministes en entrevues. D’abord de natures plus personnelles, celles-ci s’élargissent sur des commentaires sur le mouvement féministe américain. Les questions abordent : leur définition personnelle du féminisme, ce qui fait d’elles des féministes, à quel moment ce mouvement est devenu significatif, un retour sur la première vague du féminisme, le conditionnement des femmes à la société patriarcale, la place des lesbiennes dans le mouvement de libération des femmes, la dépendance économique des femmes aux hommes, l’évolution du féminisme américain et finalement, la dernière séquence est Luce Guilbeault qui raconte Ti-Grace Atkinson.
Ce film documentaire met en évidence les luttes et combats auxquels sont confrontées les femmes, mais également les avancées et progrès réalisés grâce à leur militantisme. Il met aussi en lumière la complexité du féminisme et sa diversité en montrant que ce n’est pas un mouvement homogène, mais un ensemble de perspectives et de voix diverses.

## Contexte
Ce documentaire se déroule au milieu de la deuxième vague féministe (1960-1980). Le féminisme qui se développe à cette époque au Québec se présente de façon radicale de par son analyse nationaliste et socialiste de la lutte. Rapidement les milieux anglophones et francophones vont se fracturer à Montréal, générant des bulles de revendication souvent séparées. L’évolution de la pensée féministe québécoise et francophone va rester influencée par le mouvement américain jusqu’à la fin des années 70. C’est donc dans un contexte d’échange relativement fort entre les deux communautés que prend place le film.
Aux États-Unis, le milieu des années 1970 est une période de transformation socioculturelle qui est marquée par des débats, des manifestations et des évolutions sur les droits civils, l’égalité des sexes et la justice sociale. De nombreux changements ont lieu dans les politiques publiques et les attitudes, notamment grâce à la montée en puissance du mouvement féministe connu sous le nom de « deuxième vague féministe ». En effet, il ne s’agit plus simplement d’une lutte féministe pour obtenir le droit de vote, mais d’un combat beaucoup plus général avec des revendications diversifiées. Il s’agit véritablement d’une lutte contre le patriarcat avec des questions liées au genre, à la sexualité comme l’accès à la contraception ou encore le droit à l’avortement, à l’identification raciale et à la classe sociale, tout en affrontant des forces opposées importantes. La montée du féminisme radical de l’époque a permis de repousser les limites des rôles traditionnels des genres et d’ouvrir de nouvelles voies possibles dans presque tous les domaines de la vie politique et sociale américaine.
Les trois réalisatrices sont elles-mêmes pleinement impliquées dans le mouvement féministe de l’époque. Luce Guilbeault par le théâtre et l’écriture, Margaret Wescott dans son travail comme réalisatrice à l’ONF et au Studio D (en) et finalement Nicole Brossard par son écriture et son implication dans la fondation du journal Les Têtes de pioche. D’ailleurs, cette dernière confie que son implication dans le film trouve sa genèse dans une curiosité personnelle sur le féminisme, et plus particulièrement le féminisme américain qu’elle considère comme plus avancé, que le féminisme québécois.

## Fiche technique
- Réalisation : Luce Guilbeault, Nicole Brossard et Margaret Wescott
- Production : Kathleen Shannon (en)
- Images : Nesya Shapiro
- Son : Ingrid Cusiel
- Montage : Margaret Wescott
- Montage sonore : Gloria Demers
- Mixage : Michel Descombes
- Doublage : Michèle Paquette Vanasse, Arlette Dion et Yvon Charette[1]

## Production
Le documentaire est filmé entre 1975 et 1976 et produit d’abord en anglais par l’ONF, à son lancement, le film est connu sous le nom de «Some American Feminists ». Selon Madeleine Howard-Egré, du journal Les têtes de pioche, le projet aurait été refusé par le programme français de l’ONF et donc est sorti d’abord en anglais pour ensuite être traduit. Bien qu’elle ne soit pas mise de l’avant dans le documentaire, c’est exclusivement Luce Guilbeault qui pose les questions aux six féministes américaines.

## Réception
Le film est bien reçu par Madeleine Howard-Egré du journal Les Têtes de pioche. Elle recommande une écoute multiple étant donné la densité des propos. Elle apporte la seul critique que la lettre de Susan Edith Saxe, à ce moment en prison, lu à la fin du film porte confusion sur le thème, particulièrement parce qu’il passe en même temps que le générique. Bien noté que dans la version disponible aujourd’hui, la lecture se fait avant le générique. Aujourd’hui le film est jugé par Julia Minne, programmatrice à tënk, comme : « le film dépeint avec ingéniosité toute l’effervescence de la pensée féministe de l’époque et arbore une construction filmique sous forme de dialogues riches et complexes, entre discours théoriques et militants ».